# مركز القيادة الوبائية المركزية
المركز الرئيسي لقيادة الأوبئة  (بالصينية: 衛生福利部疾病管制署) هي وكالة تابعة لمركز القيادة لصحة الوطنية وقد تم تفعيلها من قبل حكومة تايوان لعدة حالات تفشي للأمراض مثل جائحة إنفلونزا الخنازيرعام 2009 ووباء كورونا.
رئيس الوكالة هو تشين شيه - تشونغ وزير الصحة والرعاية الاجتماعية يرتبط مركز القيادة الوبائية المركزية بمراكز تايوان لمكافحة الأمراض (Taiwan CDC). أولاً، تم إنشاء مركز قيادة مؤقت في عام 2003 خلال وباء السارس الذي تسبب في 71 حالة وفاة في تايوان ثم نتيجة الدروس المستفادة من هذا الوباء، تمت الموافقة على مركز قيادة صحي وطني دائم كمشروع في 16 أغسطس 2004 ؛ وفي 18 يناير 2005 افتُتِحت مكاتب مركز القيادة لصحة الوطنية في المبنى التابع لمركز تايون لمكافحة الأمراض.
في الواقع يعتبر مركز الرئيسي لقيادة الأوبئة جزءاً من مركز الصحة الوطنية(NHCC).